# Europejski Program Ochrony Zwierząt
Europejski Program Ochrony Zwierząt, EEP (ang. European Endangered Species Programme) – program ochrony gatunków zagrożonych wyginięciem polegający na ich hodowli w ogrodach zoologicznych.
Przedsięwzięcie to rozpoczęto w 1985 roku i obecnie uczestniczy w nim 40 krajów europejskich, a także Stany Zjednoczone i Południowa Afryka. W ponad 400 placówkach rozmnażane są zwierzęta z około 150 gatunków najbardziej zagrożonych wymarciem.